# Recursos energéticos e minerais da República Popular da China
| Eletricidade                      | Eletricidade                                  |
| --------------------------------- | --------------------------------------------- |
| Produção                          | 2,8344 trilhões de kWh (2006)                 |
| Consumo                           | 2,8248 trilhões de kWh (2006)                 |
| Exportação                        | 11,19 bilhões de kWh (2005)                   |
| Importação                        | 5,011 bilhões de kWh (2005)                   |
| Fonte de produção de eletricidade |                                               |
| Termoelétrica                     | 77,8% (68,7% do carvão) (2006)                |
| Hidroelétrica                     | 20,7% (2006)                                  |
| Usina nuclear                     | 1,1% (2006)                                   |
| Outros                            | 0,4% (2006)                                   |
| Petróleo                          |                                               |
| Produção                          | 3,631 bilhões de barris/dia (2005)            |
| Consumo                           | 6,534 milhões de barris/dia (2005)            |
| Exportação                        | 443.300 de barris/dia (2005)                  |
| Importação                        | 3,181 milhões de barris/dia (2005)            |
| Rede de importações               | 2,74 milhões de barris/dia (2005)             |
| Reservas                          | 16,3 bilhões de barris (1 de janeiro de 2006) |
| Gás natural                       |                                               |
| Produção                          | 47,88 bilhões de m³/dia (2005)                |
| Consumo                           | 44,93 bilhões de m³/dia (2005)                |
| Exportação                        | 2,944 bilhões de m³/dia (2005)                |
| Importações                       | 0 m³ (2005)                                   |
| Reservas                          | 1,448 trilhões de m³ (1 de janeiro de 2006)   |

Desde 1980, a produção de energia da China tem crescido dramaticamente, já que o consumo doméstico também aumentou drasticamente com o rápido crescimento econômico chinês. Cerca de 80% da eletricidade gerada no país vem de recursos fósseis, nas termoelétricas, e 17% vem de hidroelétricas. Somente 2% da produção de eletricidade na China vêm de usinas nucleares, principalmente nas províncias de Guangdong e Zhejiang. Embora a China tenha um rico potencial energético, a maior parte ainda tem que ser desenvolvida. Além disso, a localização geográfica das áreas produtoras de eletricidade está relativamente distantes dos grandes consumidores industriais. Basicamente, o nordeste da China é rico em carvão mineral. A região central do Norte da China também é abundante em carvão mineral, e o Sudoeste da China tem um grande potencial hidroelétrico. Porém, as regiões mais industrializadas da China, o leste e o sudeste do país, tem pouca energia disponível, enquanto que há poucas indústrias pesadas em torno das principais fontes de energia, excetuando-se a região sul da Manchúria.
Embora a capacidade de geração de eletricidade tenha aumentado, ainda está longe da demanda necessária. Isto foi parcialmente devido à longa fixação dos preços do fornecimento de eletricidade, que eram tão baixos que as indústrias tinham poucos incentivos para realizar um programa de conservação de eletricidade. Além disso, sempre foi necessário transportar combustíveis (principalmente carvão mineral) a longas distâncias, dos locais de produção para os locais de consumo. O carvão mineral provê cerca de 20 a 45% de toda energia consumida na India, embora este percentual tenha diminuído gradualmente. A produção de petróleo, que cresceu rapidamente de uma base extremamente baixa durante o início da década de 1960, teve um pico de crescimento durante a década de 1980. A produção de gás natural ainda constitui somente uma pequena parte da produção geral de energia da China, embora sua participação esteja aumentando. Porém, o gás natural já ultrapassou o carvão mineral como fonte de energia de grandes cidades.
Na década de 1980, a demanda de energia cresceu exponencialmente como resposta à rápida expansão da economia. Porém, o seu aumento ainda ficou restringido devido à limitações de capital. Assim como em outros setores estatais da economia, o setor de energia sofreu com a baixa utilização e com ineficiências na produção, no transporte, na conversão, no consumo e na conservação. Outros problemas incluem a queda do preço real, o aumento de impostos e dos custos de produção, grandes perdas, encargo de grandes dívidas, investimento insuficiente, baixa produtividade, estrutura ineficaz de gestão, poluição ambiental e desenvolvimento tecnológico inadequado. Com o objetivo de garantir a demanda energética na China, o governo buscou aumentar a capacidade de geração de eletricidade para uma meta de 290 gigawatts, atingida no ano de 2000.
De acordo com estatísticas chinesas, a China conseguiu manter a taxa de crescimento da produção de eletricidade a quase metade do crescimento do PIB durante a década de 1990. Embora especialistas no assunto tenham declarado que estes números não são confiáveis, há um consenso de que a China conseguiu melhorar significativamente a sua eficiência energética durante este período. No final da década de 1990, o governo conseguiu adicionar mais de 10.000 megawatts de eletricidade na capacidade de produção chinesa por ano, a um custo anual de 15 bilhões de dólares. A China importou novas estações produtoras de eletricidade para aumentar a sua capacidade de geração, e essas novas unidades já participam com 20% da produção total de eletricidade na China. A capacidade de geração de eletricidade aumentou ainda mais durante a década de 2000 com os investimentos de grande escala sendo completados. Em 2001, foi projetado que a capacidade de geração de eletricidade chinesa deveria duplicar até o ano de 2020. O consumo de energia cresceu a quase 10% ao ano entre 2000 e 2005, mais do que o dobro do ritmo de crescimento registrado nas duas décadas anteriores.
Em 2003, a China superou o Japão para se tornar o segundo consumidor de energia primária do mundo, ficando somente atrás dos Estados Unidos. A China também é o segundo mais consumidor de petróleo do mundo, também ficando somente atrás dos Estados Unidos, e em 2006, o aumento da demanda da China representou 38% do aumento da demanda de petróleo de todo o mundo. A China também é o terceiro maior produtor de energia do mundo, ficando somente atrás dos Estados Unidos e da Rússia. É esperado que o consumo de eletricidade na China aumente mais de 40% ao ano até 2030, que necessitarão mais de 2 trilhões de dólares em investimentos para garantir a demanda. Espera-se também que a China aumente a sua capacidade de geração de eletricidade em 15.000 megawatts por ano, com 20% disto vindo de fornecedores estrangeiros.
A China, em grande parte devido às grandes preocupações com o meio-ambiente, queria mudar o seu sistema de geração de energia, altamente dependente do carvão mineral, que representa cerca de 70 a 75% de toda a produção de eletricidade, para uma produção com uma maior participação do petróleo, do gás natural, de energias renováveis e da energia nuclear. A China tem fechado milhares de minas de carvão para evitar a superprodução. De acordo com estatísticas chinesas, a produção de carvão mineral no país já foi reduzido em 25%.
Apenas um quinto de todas as novas termoelétricas a carvão instaladas entre 1995 e 2000 incluíam equipamentos para a dessulfurização. O interesse em energias renováveis está crescendo, mas excetuando-se a produção hidroelétrica, a participação das fontes renováveis de energia não deve superar 1 ou 2% de toda a produção elétrica no futuro próximo. O setor energético da China ainda esta sendo afetado pela dificuldade de se obter investimentos, incluindo financiamentos em longo prazo, e pelo balcanização de mercado, devido ao protecionismo que previne a instalação de grandes centros produtores de eletricidade mais eficientes de alcançar as economias de escala.
Desde 1993, a China tem sido um grande importador de petróleo, que vem na maior parte do Oriente Médio. As importações de petróleo representam 20% de todo o petróleo na China. Espera-se que a importação de petróleo aumente para 3,5 milhões de barris por dia em 2010. A China está interessada em diversificar as fontes de importação de petróleo e tem investido em bacias petrolíferas em todo o mundo. A China está começando a importar petróleo da Ásia Central e tem investido nas bacias petrolíferas do Cazaquistão. O governo também está planejando o aumento na produção de gás natural, que participa atualmente com apenas 3% de toda a produção energética do país, e incorporou uma estratégia sobre o gás natural no seu décimo plano econômico de cinco anos (2001-2005), com o objetivo de expandir a participação do gás natural na produção energética chinesa de 2 para 4% em 2005. Analistas esperam que a participação do gás natural na produção energética do país aumente para 10% em 2010.
O décimo primeiro plano econômico, anunciado em 2005 e aprovado pelo Congresso Nacional Popular em março de 2006, incluía maiores medidas de conservação da energia, incluindo o desenvolvimento de fontes renováveis de energia e o aumento da atenção para com o meio-ambiente. Estava previsto no plano a redução de 20% do consumo de energia por unidade de PIB em 2010. A transferência do carvão para outras fontes de energia ligeiramente mais limpas, tais como o petróleo, o gás natural, energias renováveis e energia nuclear é um componente importante do programa de desenvolvimento da China. O governo ainda pretende continuar a melhorar a eficiência energética e promover o uso da tecnologia do carvão mineral limpo. A China tem recursos hidroelétricos abundantes; a Barragem das Três Gargantas, por exemplo, terá uma capacidade produtiva de 18 gigawatts de eletricidade quando entrar em funcionamento pleno, ainda em 2009. Além disso, projeta-se que a participação da energia nuclear na produção energética chinesa irá aumentar de 1% em 2000, para 5% em 2030. A lei de energia renovável chinesa, que entrou em vigor em 2006, diz que as energias renováveis terão uma participação de 10% na produção energética total do país em 2020.
Em maio de 2004, o então Secretário de Energia dos Estados Unidos, Spencer Abraham, assinou um Memorando de Entendimento com a Comissão de Desenvolvimento e Reforma Nacional da China, que lançou o Diálogo de Política Energética Sino-americana. O diálogo fortaleceu as relações energéticas entre a China e os Estados Unidos, os dois maiores consumidores do mundo. O Diálogo de Política Energética Sino-americana foi construído sobre a já existente relação cooperativa em alta física de energia nuclear, em energias fósseis, em eficiência energética e energias renováveis, além de trocas de informações sobre assuntos energéticos. A Comissão de Desenvolvimento e Reforma Nacional da China e o Departamento de Energia dos Estados Unidos da América também trocou pontos de vista e informações técnicas sobre o uso pacífico de tecnologia nuclear, e reúne um Fórum da Indústria Petrolífera e de Gás Natural com a China.

## Mineração
Sistemas ultrapassados de mineração e de beneficiamento de minérios estão sendo substituídos por modernas técnicas, mas a rápida industrialização chinesa requer a importação de minérios do estrangeiro. Em particular, a importação de minério de ferro da Austrália e dos Estados Unidos aumentou rapidamente no início da década de 2000, já que a produção de aço cresceu mais rapidamente do que a produção de minério de ferro no país. Além disso, a China tem se tornado crescentemente ativa em vários países africanos para poder explorar minérios que o país necessita para o seu crescimento econômico, particularmente em países como a República Democrática do Congo e o Gabão.
Os minérios mais produzidos em 2004 foram carvão mineral (cerca de 2 bilhões de toneladas), minério de ferro (310 milhões de toneladas), petróleo (175 milhões de toneladas), gás natural (41 milhões de metros cúbicos), cloreto de sódio não-refinado (37 milhões de toneladas), minérios de antimônio (110.000 toneladas), minérios de estanho (110.000 toneladas), minérios de tungstênio (67.000 toneladas), minérios de níquel (64.000 toneladas), minérios de vanádio (40.000 toneladas) e minérios de molibdênio (29.000 toneladas). Em ordem de importância, a bauxita, a gipsita, a barita, a magnesita, o talco, e outros minerais relacionados, além de minérios de manganês, a fluorita e os minérios de zinco também são importantes. Ademais, a China produziu 2.415 toneladas de prata e 215 toneladas de ouro em 2004. O setor de mineração empregou menos de 0,9% de todos os trabalhadores na China, mas representa 5% da produção industrial total do país.
Em 2019, o país era o maior produtor mundial de ouro; 3º maior produtor mundial de cobre; 3º produtor mundial de prata; maior produtor mundial de enxofre; maior produtor mundial de fosfato; maior produtor mundial de molibdênio; maior produtor mundial de chumbo; maior produtor mundial de zinco; maior produtor mundial de vanádio; maior produtor mundial de estanho; maior produtor mundial de titânio; maior produtor mundial de antimônio; 2º maior produtor mundial de bauxita; 3º maior produtor mundial de minério de ferro; 6º maior produtor mundial de manganês; 7º maior produtor mundial de níquel; 10º maior produtor mundial de cobalto; além de ser o maior produtor mundial de sal.

## Recursos hidroelétricos
A China tem abundante potencial de produção de eletricidade através de hidroelétricas devido a sua grande rede de rios e pelos terrenos montanhosos. A maior parte das instalações hidroelétricas estão situadas no Sudoeste da China, onde há pouco carvão mineral, mas há uma crescente demanda de energia. O potencial hidroelétrico do Nordeste da China é razoavelmente escasso, mas foi naquela região que as primeiras estações hidroelétricas foram instaladas - pelos japoneses durante a sua ocupação na Manchúria. Devido às variações consideráveis na precipitação de chuvas, o fluxo dos rios tende a cair durante o inverno, forçando a redução da produção de eletricidade em muitas estações produtoras. Por outro lado, as enchentes causadas pelo excesso de chuvas durante o verão também prejudicam a geração de eletricidade. A maior obra chinesa para o proveito da força dos rios para a produção de eletricidade foi a construção da Barragem das Três Gargantas no rio Yangtzé, que durou treze anos e foi essencialmente completada em 2006, e o seu funcionamento está previsto ainda para 2009.
Em 2014 era o maior produtor de energia hidroelétrica do mundo, com uma potência instalada de 311 GW.

## Carvão energetico
A China é abundante em recursos minerais, sendo que o minério mais importante para a China é o carvão mineral. Os recursos minerais do país incluem grandes reservas de carvão mineral e de minério de ferro, além de reservas adequadas a abundantes de praticamente todoss os outros minerais de uso industrial. Embora os depósitos de carvão estejam grandemente espalhados (o mineral é encontrado em praticamente todas as províncias chinesas), a maior parte das reservas está localizada no Norte da China. Acredita-se que a província de Shanxi contenha mais da metade de todas as reservas de carvão natural do país. As províncias de Heilongjiang, Liaoning, Jilin, Hebei e Shandong também contêm grandes reservas de carvão mineral. Além das províncias setentrionais, há significativas reservas de carvão nas províncias de Sichuan, além das províncias de Guangdong e Guangxi, Yunnan e Guizhou. Boa parte das reservas carboníferas são compostas por carvão betuminoso (xisto), embora haja depósitos significativos de lignito e de antracita, encontrados especialmente em Liaoning, Guizhou e Henan, mas estas reservas não têm importância geral.
Para garantir  uma melhor distribuição dos recursos e para diminuir a importância da rede de transporte menor que adequado, o governo acelerou a implantação de pequenas minas administradas localmente por todo o país. A campanha foi perseguida energeticamente após a década de 1960, e teve como resultado a implantação de vários pequenos postos de extração de carvão, que produzem atualmente mais da metade de todo o carvão mineral produzido na China. No entanto, a produção de carvão por meio de pequenas minas é tipicamente cara, e o carvão geralmente é usado localmente. Além disso, as pequenas minas de carvão não adotam medidas de segurança rigorosas, e acidentes são frequentemente vistos, com a morte de milhares de mineiros por ano.
A maior parte da energia consumida na China vem do carvão mineral (70% em 2005). O país também é o maior produtor e consumidor de carvão mineral do mundo. Espera-se que o consumo de carvão na China aumente significativamente com a continuação do seu rápido crescimento econômico. Embora esteja previsto que a participação do carvão mineral no consumo energético da China diminua, o consumo do mineral aumentará, em termos absolutos. O uso contínuo do carvão mineral como fonte de energia tem contribuído para que a China venha a se tornar o maior emissor de dióxido de enxofre, que causa chuva ácida, e de gases do efeito estufa, incluindo o gás carbônico.
Na produção de carvão, o país foi o maior do mundo em 2018: 3,5 bilhões de toneladas. Apesar disso, o país também é o maior importador de carvão do mundo: em 2018, foram 281 milhões de toneladas, oriundas principalmente da Indonésia e Austrália.

## Petróleo e gás metano
Os recursos petrolíferos em terra da China estão localizados principalmente no Nordeste da China, além das províncias de Sichuan, Gansu, Qinghai, Xinjiang, Shandong e Henan. Poços de petróleo são encontrados em vários lugares, especialmente em Fushun, na província de Liaoning, onde os depósitos estão acima dos depósitos de carvão, assim como em Guangdong. O petróleo leve de alta qualidade é encontrado no estuário do rio das Pérolas, no Mar da China Meridional, além na regiões áridas de Qaidam, em Qinghai, e de Tarin, em Xinjiang. A China consome a maior parte de sua produção, mas exporta pequenas quantidades de petróleo e seus derivados. Além disso, a China desenvolveu meios de se explorar o petróleo marítimo nos Mares da China, no golfo de Tonkin e no mar de Bohai.
A extensão total das reservas de gás natural da China é desconhecida, já que é coletado poucas quantidades de gás natural na China. A província de Sichuan tem quase a metade das reservas de gás da China, é também participa com quase 50% na produção total de gás no país. A maior parte do restante da produção de gás natural na China está associada à produção de petróleo das grandes bacias petrolíferas do Nordeste da China, principalmente na bacia petrolífera de Daqing. Outros depósitos de gás natural foram encontrados na região árida de Qaidam, além das províncias de Hebei, Jiangsu, Xangai Zhejiang e ao largo da costa sudoeste da ilha de Hainan.
Em 2020, o país era o 6º maior produtor de petróleo do mundo, extraindo 3,88 milhões de barris/dia. Em 2019, o país consumia 14 milhões de barris/dia (2º maior consumidor do mundo). O país foi o maior importador de petróleo do mundo em 2018 (8,4 milhões de barris/dia). Em 2016, a China era o 6º maior produtor mundial de gás natural, 138,4 bilhões de m3 ao ano.

## Metais e naços
As reservas de minério de ferro são encontradas na maioria das províncias chinesas. As províncias de Gansu, Guizhou, o sul de Sichuan e Guangdong têm os maiores depósitos. As maiores minas de minério de ferro estão localizadas ao norte do rio Yangtzé, e abastecem indústrias vizinhas de ferro e aço. Com a exceção do níquel, do cromo e do cobalto, a China está bem abastecida com metais para liga com ferro, incluindo o manganês. Estima-se que as reservas chinesas de tungstênio sejam razoavelmente grandes. Porém, os minérios de cobre são limitados e minérios de alta qualidade são encontrados apenas em alguns depósitos, embora a região autônoma de Ningxia tenha um grande potencial na mineração do metal. Ademais, há depósitos de minérios de chumbo e de zinco razoáveis, e estima-se que as reservas de bauxita sejam abundantes. As reservas de antimônio da China são as maiores do mundo. Os depósitos de estanho são abundantes, e há depósitos razoavelmente ricos de ouro. No começo da década de 2000, a China tornou-se um importante produtor e exportador de metais raros, necessários na indústria de alta tecnologia. Acredita-se que as reservas de metais terras raras da mina de Bayan Obi, na Mongólia Interior, sejam as maiores do mundo.
A China também produz uma quantidade razoável de minerais de não-metais. Um dos mais importantes minerais nesta classificação é o cloreto de sódio, que é extraído da evaporação do oceano nas costas das províncias de Jiangsu, Hebei, Shandong e Liaoning, além de grandes minas de cloreto de sódio em Sichuan, Ningxia e na região árida de Qaidam. Há importantes depósitos de fosfatos em várias partes da China. As piritas também ocorrem em várias áreas da China, tais como as províncias de Liaoning, Hebei, Shandong e Shanxi. A China também tem grandes depósitos de fluorita, gipsita, asbestos e cimento.